# Noszticzius Zoltán
Noszticzius Zoltán (Budapest, 1942. január 31. –) magyar fizikai kémikus, professzor emeritus. Az Acta Chimica Hungarica szerkesztőbizottsági tagja. A kémiai tudományok kandidátusa (1981), a kémiai tudományok doktora (1989).

## Életpályája
1956–1960 között a budapesti József Attila Gimnázium diákja volt. 1965-ben vegyészmérnöki diplomát szerzett a Budapesti Műszaki és Gazdaságtudományi Egyetemen. 1965-től a Budapesti Műszaki és Gazdaságtudományi Egyetem oktatója. 1965–1973 között a Budapesti Műszaki és Gazdaságtudományi Egyetem Vegyészmérnöki Fizika Osztály tanársegéde, 1973–1984 között adjunktusa volt. 1971-ben PhD. fokozatot szerzett a Budapesti Műszaki és Gazdaságtudományi Egyetemen. 1973–1976 között 3-3 hónapot töltött a Helsinki Műegyetemen. 1981–1990 között 4 és fél évet töltött az USA-ban. 1984–1991 között a Budapesti Műszaki és Gazdaságtudományi Egyetem Kémiai Fizikai Tanszék docense, 1991-től professzora volt, 1994–2007 között tanszékvezetője volt. 1987–1998 között 7-szer hívta meg 1-2 hónapos kutatómunkára a Marburgi Egyetem. 1992-ben megalapította a Komplex és Nemlineáris Rendszerek Központját. 1992-től a Magyar Tudományos Akadémia Reakciókinetikai és Fotokémiai Bizottságának tagja. 2007–2012 között a Budapesti Műszaki és Gazdaságtudományi Egyetem Fizikai Tanszék Kémiai Fizika csoportjának vezetője volt. 2012-től professzor emeritus. 2012-ben nyugdíjba vonult.
Kutatási területe a transzportfolyamatok kísérleti fizikai kémiája, a kémiai nemlineáris dinamikai rendszerek vizsgálata. Több mint 100 tudományos közlemény szerzője.

## Díjai
- Széchenyi-díj (1990)[3]
- a Vegyészmérnöki Kar Kiváló Oktatója (1993)
- Széchenyi professzor ösztöndíj (1997-2000)
- BME-díj a hallgatók tudományos kutatásának támogatásáért (TDK, 1999)
- Polányi Mihály-díj (2003)[3]
- a Természettudományi Kar kiemelkedő professzora díj (2006)
- a magyarországi Svéd Kereskedelmi Kamara Nagydíja (2015)